# Paul Havenith
Paul Raymond Charles Hyacinthe Marie Joseph Havenith (Antwerpen, 13 oktober 1864 - 29 juni 1942) was een Belgisch sportbestuurder. Hij was meer dan 41 jaar voorzitter van voetbalclub Beerschot.

## Biografie

### Familie
Paul Havenith was een zoon van Jules Havenith en Clémence de Decker. Hij was een kleinzoon van Joseph de Decker, burgemeester van Zele en lid van het Nationaal Congres. Zijn grootoom was premier Pierre de Decker.
Hij trouwde in 1889 in Antwerpen met Valentine Grisar (1868-1962), dochter van Ernest Grisar, industrieel en medeoprichter van Beerschot, en nicht van Arthur Van Den Nest, schepen van Antwerpen en senator. Haar broer Alfred Grisar was eerst doelman bij Antwerp FC, maar later eveneens medeoprichter en voorzitter van Beerschot. Ze kregen twee zoons, van wie slechts een de volwassen leeftijd bereikte.

### Sport
Havenith werd in 1901 voorzitter van Beerschot in opvolging van Max Elsen, die vicevoorzitter werd. Onder Haveniths impuls werd de club geprofessionaliseerd: er werd een naamloze vennootschap opgericht en geïnvesteerd in moderne infrastructuur. Aan de inkomhal van het Olympisch Stadion staat een borstbeeld van hem, gemaakt door Karel Schuermans.
Hij werd in 1913 lid van een comité om de Olympische Spelen naar Antwerpen te brengen. Toen in 1919 beslist werd dat Antwerpen deze mocht organiseren, werd Havenith, samen met zijn schoonbroer Alfred Grisar, lid van het uitvoerend comité van de Olympische Zomerspelen van 1920. Hij was ook voorzitter van het sportcomité van de Wereldtentoonstelling van 1930 in Antwerpen.